# Lincang
Lincang is een stadsprefectuur in het zuidwesten van de zuidwestelijke provincie Yunnan, Volksrepubliek China.
Door Licang loopt de nationale weg G214.